# Matricum flóravidék
A Matricum flóravidék (Ősmátra flóravidék) Pannonicum flóratartomány északi, a Dunakanyar andezit-vonulataitól a Zempléni-hegységig terjedő hegyvidéki területeit felölelő flóravidéke. 

## Jellemzői
Növényzetét a kettősség jellemzi: a 800–900 m magasságot is elérő tetők, az északias lejtők és a szurdokvölgyek sok szempontból a Kárpátokat idézik, az alacsonyabb felszíneken és a déli lejtőkön azonban a pannon flóra a jellemző. A változatos földtani és kőzettani felépítésű hegyvidéket zárt erdőtakaró borítja. Az alacsonyabb hegyek uralkodó erdőtársulása a cseres-tölgyes, a magasabb régióké a gyertyános-tölgyes. 
750–800 m között a bükk uralkodik: a hegyvidéki bükkösök (montán bükkös) elegyetlen állományai a 800 m fölötti fennsíkokon és a 900 m körüli tetőkön, az elegyes bükkösök (szubmontán bükkös) az alacsonyabb, északi lejtőkön. Az alacsonyabban fekvő, száraz, bázikus talajokon molyhos-, illetve kocsánytalan tölgyesek, illetve sziklai erdők, a sekély váztalajokon sziklagyepek, pusztafüves lejtők alakultak ki.

## Felszíne
Felszínének nagy többségét három csoportba:
- harmadkori törmelékes üledékek,
- andezites, illetve savanyú vulkanitok,
- mészkövek

közé sorolható kőzetek borítják. Az idősebb törmelékes üledékek, bázikus vulkanitok stb. jelentősége jóval kisebb, illetve alárendelt.
Éghajlatát két fő tényező befolyásolja:
- kárpáti hatás;
- kontinentális hatás (nyári esőmaximummal).

## Növényzete
Az éghajlat kettősségének köszönhető a Matricum flóravidék növényzetének kettős jellege:
- magasabb hegyeken és északi lejtőkön kárpáti jellegű növényzet;
- alacsonyabb hegyeken és déli lejtőkön kontinentális-pannóniai, melegkedvelő növényzet.

A növényzet jellegzetes, kárpáti elemei:
- pirosló hunyor (Helleborus purpurascens),
- moldvai sisakvirág (Aconitum moldavicum),
- tátrai hölgymál (Hieracium bupleuroides ssp. tatrae),
- ikrás fogasír (Dentaria glandulosa),
- halványsárga repcsény (Erysimum pallidiflorum),
- német szegfű (Dianthus plumarius ssp. praecox).

Elterjedt zonális társulások:
- 200–400 m:	cseres-tölgyesek
- 400–600 m:	gyertyános tölgyesek
- 600–800 m:	szubmontán bükkösök
- 800–1000 m:	montán bükkösök

Főleg a délnek néző oldalakon fordulnak elő a melegkedvelő tölgyesek. Kivágásuk után a helyükön változatos gyeptársulások fejlődtek ki. A legeltetésre nem használt gyepeket rendszerint mediterrán cserjések (Berberidion) verik fel.

## Flórajárásai
Magyarországon az alábbi (részben a szomszédos országokba is átnyúló) flórajárásokat különítjük el:
- Tokajense flórajárás (Zempléni-hegység);
- Tornense flórajárás (Aggteleki-karszt és környezete);
- Borsodense flórajárás (Bükk-vidék);
- Agriense flórajárás (Mátra);
- Neogradense flórajárás (Börzsöny és Cserhát).

A szomszédos országokban a felosztás némiképp eltér a nálunk használatostól. Így például a Karancs-Medves-vidék a magyar felosztás szerint az Agriense flórajárás része, Szlovákiában viszont a Felvidék határos területeivel együtt Ipoly-Rimai árok (Ipel'sko-Rimavská brázda) flórajárásaként különböztetik meg.